# Sport-Verein Werder von 1899 1967-1968
Questa voce raccoglie le informazioni riguardanti lo Sport-Verein Werder von 1899 nelle competizioni ufficiali della stagione 1967-1968.

## Stagione
Nella stagione 1967-1968 il Werder Brema, allenato da Günter Brocker e Fritz Langner, concluse il campionato di Bundesliga al 2º posto. In Coppa di Germania il Werder Brema fu eliminato al primo turno dal Röchling Völklingen.

## Rosa
| N. |                      | Ruolo | Calciatore           |
| -- | -------------------- | ----- | -------------------- |
|    | Germania (bandiera)  | P     | Günter Bernard       |
|    | Germania (bandiera)  | P     | Hans-Georg Gerling   |
|    | Germania (bandiera)  | P     | Karl Loweg           |
|    | Germania (bandiera)  | D     | Horst-Dieter Höttges |
|    | Germania (bandiera)  | D     | Sepp Piontek         |
|    | Germania (bandiera)  | D     | Bernd Schmidt        |
|    | Germania (bandiera)  | D     | Heinz Steinmann      |
|    | Danimarca (bandiera) | C     | Ole Bjørnmose        |
|    | Danimarca (bandiera) | C     | John Danielsen       |
|    | Germania (bandiera)  | C     | Diethelm Ferner      |

| N. |                     | Ruolo | Calciatore        |
| -- | ------------------- | ----- | ----------------- |
|    | Germania (bandiera) | C     | Max Lorenz        |
|    | Germania (bandiera) | C     | Herbert Meyer     |
|    | Germania (bandiera) | C     | Helmut Schimeczek |
|    | Germania (bandiera) | C     | Arnold Schütz     |
|    | Germania (bandiera) | A     | Werner Görts      |
|    | Germania (bandiera) | A     | Klaus Hänel       |
|    | Germania (bandiera) | A     | Bernd Rupp        |
|    | Germania (bandiera) | A     | Horst Schaub      |
|    | Germania (bandiera) | A     | Rolf Schweighöfer |
|    | Germania (bandiera) | A     | Gerhard Zebrowski |

## Organigramma societario
Area tecnica
- Allenatore: Fritz Langner
- Allenatore in seconda:
- Preparatore dei portieri:
- Preparatori atletici:

## Calciomercato

### Sessione estiva
| Acquisti | Acquisti      | Acquisti            | Acquisti |
| R.       | Nome          | da                  | Modalità |
| -------- | ------------- | ------------------- | -------- |
| P        | Karl Loweg    | Hessen Kassel       |          |
| A        | Bernd Rupp    | Borussia M'gladbach |          |
| A        | Horst Schaub  | Hessen Kassel       |          |
| D        | Bernd Schmidt | Hessen Kassel       |          |

| Cessioni | Cessioni         | Cessioni        | Cessioni |
| R.       | Nome             | a               | Modalità |
| -------- | ---------------- | --------------- | -------- |
| A        | Carsten Baumann  | Osnabrück       |          |
| P        | Klaus Lambertz   | Werder Brema II |          |
| A        | Manfred Podlich  | Preußen Münster |          |
| C        | Herbert Schröder | Osnabrück       |          |

## Risultati

### Bundesliga

#### Girone di andata
| Arbitro: | Siebert |

|          |           |                                               |
| Rupp 10’ | Marcatori | 43’ Schulz 65’ Dörfel 80’ Kurbjuhn 88’ Dörfel |

| Arbitro: | Fritz |

|                                                           |           |                                    |
| Steinmann 15’ (aut.) Bechtold 21’ Solz 36’, 45’ Kraus 89’ | Marcatori | 16’, 44’ (rig.) Höttges 72’ Schütz |

| Arbitro: | Jacobi |

|  |           |                                                |
|  | Marcatori | 40’, 83’ Meyer 65’ Ackermann 90’ (rig.) Netzer |

| Arbitro: | Niemeyer |

|  |           |                              |
|  | Marcatori | 5’ Görts 61’ Ferner 88’ Rupp |

| Arbitro: | Ott |

|                         |           |                 |
| Görts 26’ Bjørnmose 41’ | Marcatori | 9’, 25’ Küppers |

| Arbitro: | Heumann |

|  |           |                         |
|  | Marcatori | 49’ Görts 81’ Bjørnmose |

| Arbitro: | Schulz |

|                                         |           |          |
| Piontek 1’ Görts 29’ Höttges 51’ (rig.) | Marcatori | 50’ Haug |

| Arbitro: | Siebert |

|          |           |                                        |
| Löhr 85’ | Marcatori | 43’, 65’ Rupp 79’ Bjørnmose 88’ Lorenz |

| Arbitro: | Siepe |

|                            |           |                         |
| Kapitulski 57’ (rig.), 81’ | Marcatori | 52’ Bjørnmose 70’ Görts |

| Arbitro: | Radermacher |

|  |           |                                                       |
|  | Marcatori | 55’ Ferschl 60’ (aut.) Schmidt 63’ Brungs 64’ Volkert |

| Arbitro: | Betz |

|          |           |            |
| Wild 21’ | Marcatori | 65’ Ferner |

| Arbitro: | Kreitlein |

|  |           |               |
|  | Marcatori | 46’ Ferdinand |

| Arbitro: | Tschenscher |

|                                                                 |           |                                  |
| Rodekamp 21’ Straschitz 43’ (rig.) Skoblar 75’ Siemensmeyer 84’ | Marcatori | 38’ (rig.) Höttges 48’ Bjørnmose |

| Arbitro: | Eschweiler |

|                                               |           |                    |
| Höttges 15’ (rig.), 87’ (rig.) Görts 50’, 81’ | Marcatori | 26’ (aut.) Höttges |

| Arbitro: | Handwerker |

|           |           |           |
| Weber 23’ | Marcatori | 34’ Görts |

| Arbitro: | Spinnler |

|                                                                  |           |             |
| Görts 17’, 44’, 47’ Höttges 24’ (rig.) Zebrowski 39’ Piontek 60’ | Marcatori | 49’ Hausser |

| Neunkirchen 9 dicembre 1967, ore 15:30 CET 17ª giornata | Borussia Neunkirchen | 0 – 0 referto | Werder Brema | Ellenfeldstadion (6 000 spett.)\| Arbitro: \| Binder \| |
| Arbitro:                                                | Binder               |               |              |                                                         |

#### Girone di ritorno
| Arbitro: | Riegg |

|                |           |          |
| Hönig 35’, 52’ | Marcatori | 67’ Rupp |

| Arbitro: | Thier |

|                    |           |  |
| Görts 42’ Rupp 45’ | Marcatori |  |

| Arbitro: | Tschenscher |

|                          |           |               |
| Laumen 6’, 48’ Vogts 72’ | Marcatori | 27’ Zebrowski |

| Arbitro: | Kreitlein |

|                                    |           |                      |
| Danielsen 21’ Ferner 65’ Görts 68’ | Marcatori | 42’ Ulsaß 82’ Elfert |

| Arbitro: | Hennig |

|            |           |                                            |
| Zeiser 15’ | Marcatori | 20’ Görts 25’ (rig.) Höttges 75’ Bjørnmose |

| Arbitro: | Reil |

|                         |           |  |
| Görts 26’ Danielsen 50’ | Marcatori |  |

| Arbitro: | Eschweiler |

|  |           |                                       |
|  | Marcatori | 30’ Danielsen 51’ Görts 63’ Bjørnmose |

| Arbitro: | Handwerker |

|                                      |           |                 |
| Bjørnmose 10’ Danielsen 42’ Rupp 62’ | Marcatori | 75’ (rig.) Pott |

| Arbitro: | Hillebrand |

|                       |           |                |
| Piontek 3’ Ferner 63’ | Marcatori | 80’ Kapitulski |

| Norimberga 23 marzo 1968, ore 15:30 CET 27ª giornata | Norimberga | 0 – 0 referto | Werder Brema | Städtisches Stadion (25 000 spett.)\| Arbitro: \| Fritz \| |
| Arbitro:                                             | Fritz      |               |              |                                                            |

| Arbitro: | Schreiner |

|                                             |           |                          |
| Piontek 9’ Steinmann 79’ Höttges 83’ (rig.) | Marcatori | 27’ Kremer 65’, 68’ Wild |

| Arbitro: | Heumann |

|               |           |          |
| Ferdinand 25’ | Marcatori | 63’ Rupp |

| Arbitro: | Herbort |

|            |           |  |
| Schütz 86’ | Marcatori |  |

| Arbitro: | Weyland |

|                    |           |                                        |
| Ohlhauser 46’, 62’ | Marcatori | 16’ Danielsen 84’ Steinmann 90’ Lorenz |

| Arbitro: | Fritz |

|                     |           |          |
| Rupp 46’ Lorenz 76’ | Marcatori | 39’ Held |

| Arbitro: | Hennig |

|              |           |                       |
| Herrmann 41’ | Marcatori | 3’ Zebrowski 15’ Rupp |

| Arbitro: | Malka |

|                        |           |            |
| Schmidt 27’ Lorenz 35’ | Marcatori | 50’ Pontes |

### Coppa di Germania
| Arbitro: | Schreiner |

|                                |           |                    |
| Christ 9’, 71’ Martin 27’, 59’ | Marcatori | 38’ Görts 66’ Rupp |

## Statistiche

### Statistiche di squadra
| Competizione      | Punti | In casa | In casa | In casa | In casa | In casa | In casa | In trasferta | In trasferta | In trasferta | In trasferta | In trasferta | In trasferta | Totale | Totale | Totale | Totale | Totale | Totale | DR  |
| Competizione      | Punti | G       | V       | N       | P       | Gf      | Gs      | G            | V            | N            | P            | Gf           | Gs           | G      | V      | N      | P      | Gf     | Gs     | DR  |
| ----------------- | ----- | ------- | ------- | ------- | ------- | ------- | ------- | ------------ | ------------ | ------------ | ------------ | ------------ | ------------ | ------ | ------ | ------ | ------ | ------ | ------ | --- |
| Bundesliga        | 44    | 17      | 11      | 2       | 4       | 36      | 27      | 17           | 7            | 6            | 4            | 32           | 24           | 34     | 18     | 8      | 8      | 68     | 51     | +17 |
| Coppa di Germania | -     | 0       | 0       | 0       | 0       | 0       | 0       | 1            | 0            | 0            | 1            | 2            | 4            | 1      | 0      | 0      | 1      | 2      | 4      | -2  |
| Totale            | 44    | 17      | 11      | 2       | 4       | 36      | 27      | 18           | 7            | 6            | 5            | 34           | 28           | 35     | 18     | 8      | 9      | 70     | 55     | +15 |

### Andamento in campionato
| Giornata  | 1  | 2  | 3  | 4  | 5  | 6  | 7  | 8 | 9 | 10 | 11 | 12 | 13 | 14 | 15 | 16 | 17 | 18 | 19 | 20 | 21 | 22 | 23 | 24 | 25 | 26 | 27 | 28 | 29 | 30 | 31 | 32 | 33 | 34 |
| --------- | -- | -- | -- | -- | -- | -- | -- | - | - | -- | -- | -- | -- | -- | -- | -- | -- | -- | -- | -- | -- | -- | -- | -- | -- | -- | -- | -- | -- | -- | -- | -- | -- | -- |
| Luogo     | C  | T  | C  | T  | C  | T  | C  | T | T | C  | T  | C  | T  | C  | T  | C  | T  | T  | C  | T  | C  | T  | C  | T  | C  | C  | T  | C  | T  | C  | T  | C  | T  | C  |
| Risultato | P  | P  | P  | V  | N  | V  | V  | V | N | P  | N  | P  | P  | V  | N  | V  | N  | P  | V  | P  | V  | V  | V  | V  | V  | V  | N  | N  | N  | V  | V  | V  | V  | V  |
| Posizione | 15 | 17 | 18 | 16 | 15 | 13 | 11 | 8 | 7 | 11 | 10 | 13 | 13 | 13 | 11 | 11 | 11 | 11 | 9  | 11 | 10 | 6  | 5  | 5  | 4  | 4  | 4  | 4  | 4  | 4  | 2  | 2  | 2  | 2  |

Legenda:

Luogo: C = Casa; T = Trasferta. Risultato: V = Vittoria; N = Pareggio; P = Sconfitta.

### Statistiche dei giocatori
| Giocatore       | Bundesliga | Bundesliga | Bundesliga  | Bundesliga | Coppa di Germania | Coppa di Germania | Coppa di Germania | Coppa di Germania | Totale   | Totale | Totale      | Totale     |
| Giocatore       | Presenze   | Reti       | Ammonizioni | Espulsioni | Presenze          | Reti              | Ammonizioni       | Espulsioni        | Presenze | Reti   | Ammonizioni | Espulsioni |
| --------------- | ---------- | ---------- | ----------- | ---------- | ----------------- | ----------------- | ----------------- | ----------------- | -------- | ------ | ----------- | ---------- |
| G. Bernard      | 31         | 0          | 0           | 0          | 0                 | 0                 | 0                 | 0                 | 31       | 0      | 0           | 0          |
| O. Bjørnmose    | 34         | 8          | 0           | 0          | 1                 | 0                 | 0                 | 0                 | 35       | 8      | 0           | 0          |
| J. Danielsen    | 26         | 5          | 0           | 0          | 1                 | 0                 | 0                 | 0                 | 27       | 5      | 0           | 0          |
| D. Ferner       | 33         | 4          | 0           | 0          | 0                 | 0                 | 0                 | 0                 | 33       | 4      | 0           | 0          |
| H. Gerling      | 0          | 0          | 0           | 0          | 0                 | 0                 | 0                 | 0                 | 0        | 0      | 0           | 0          |
| W. Görts        | 30         | 16         | 0           | 0          | 1                 | 1                 | 0                 | 0                 | 31       | 17     | 0           | 0          |
| K. Hänel        | 6          | 0          | 0           | 0          | 1                 | 0                 | 0                 | 0                 | 7        | 0      | 0           | 0          |
| H. Höttges      | 33         | 9          | 0           | 0          | 0                 | 0                 | 0                 | 0                 | 33       | 9      | 0           | 0          |
| M. Lorenz       | 33         | 4          | 0           | 0          | 0                 | 0                 | 0                 | 0                 | 33       | 4      | 0           | 0          |
| K. Loweg        | 4          | 0          | 0           | 0          | 1                 | 0                 | 0                 | 0                 | 5        | 0      | 0           | 0          |
| H. Meyer        | 0          | 0          | 0           | 0          | 0                 | 0                 | 0                 | 0                 | 0        | 0      | 0           | 0          |
| S. Piontek      | 31         | 4          | 0           | 0          | 1                 | 0                 | 0                 | 0                 | 32       | 4      | 0           | 0          |
| B. Rupp         | 33         | 10         | 0           | 0          | 1                 | 1                 | 0                 | 0                 | 34       | 11     | 0           | 0          |
| H. Schaub       | 0          | 0          | 0           | 0          | 0                 | 0                 | 0                 | 0                 | 0        | 0      | 0           | 0          |
| H. Schimeczek   | 10         | 0          | 0           | 0          | 1                 | 0                 | 0                 | 0                 | 11       | 0      | 0           | 0          |
| B. Schmidt      | 12         | 1          | 0           | 0          | 1                 | 0                 | 0                 | 0                 | 13       | 1      | 0           | 0          |
| R. Schweighöfer | 1          | 0          | 0           | 0          | 1                 | 0                 | 0                 | 0                 | 2        | 0      | 0           | 0          |
| A. Schütz       | 30         | 2          | 0           | 0          | 1                 | 0                 | 0                 | 0                 | 31       | 2      | 0           | 0          |
| H. Steinmann    | 32         | 2          | 0           | 0          | 0                 | 0                 | 0                 | 0                 | 32       | 2      | 0           | 0          |
| G. Zebrowski    | 13         | 3          | 0           | 0          | 1                 | 0                 | 0                 | 0                 | 14       | 3      | 0           | 0          |